# Чьеу Ай-выонг
Чьеу (Чиеу) Ай-выонг (вьет. Triệu Ai Vương, кит. 趙哀王, палл. Чжао Ай-ван) — четвёртый правитель намвьетской династии Чьеу, царствовавший с 113 по 112 годы до н. э. Имя при рождении — Хынг (вьет. Hưng, кит. 興, палл. Син).

## Жизнеописание
Чьеу Хынг — второй сын Чьеу Минь-выонга и Ку Тхи (Cù Thị, 樛氏). В 135 году до н. э. его отец был отправлен ко двору для службы в императорской охране, и перед отъездом он женился на юэской женщине, которая родила ему старшего сына, Чьеу Кьен Дыка. В Чанъане Минь-выонг женился на Ку Тхи (кит. Цзюши), она родила ему Чьеу Хынга.
После того, как Минь-выонг взошёл на трон Намвьета, он назначил наследником второго сына, несмотря на принятый принцип первородства. Когда Минь-выонг умер, Хынг стал правителем под именем Ай-выонг, а его мать стала вдовствующей императрицей.
В 113 году до н. э. У-ди отправил Аньго Шаоцзи (кит. трад. 安國少季, упр. 安国少季, пиньинь ānguó shàojì) в Намвьет для того, чтобы тот взял с собой Ай-выонга и императрицу, причём ходили слухи, что у последней были добрачные связи с Аньго.
Чиновник Лю Цзя (кит. трад. 呂嘉, упр. 吕嘉, пиньинь lǚ jiā, вьет. Lữ Gia, Лы Зя), в то время был влиятельным военным, затмевая славу императрицы. Согласно Ши цзи и Полному собранию исторических записок Дайвьета, Лю Цзя был лаквьетским вождём, и более 70 человек из его племени служили при дворе и в Намвьете. Опасаясь за свою власть, императрица решила полностью покориться Хань, в то же время разругавшись с Лю и другими высокопоставленными чиновниками. Когда вести об этом дошли до У-ди, он отправил две тысячи солдат для ареста Лю Цзя. Лю Цзя начал государственный переворот, убил Ай-выонга и его мать, вместе со всеми ханьскими эмиссарами в столице. После этого Лю Цзя короновал Чьеу Тхуатзыонг-выонга и объявил войну Хань.
Храмовое имя Чьеу Хынга не упомянуто ни в Ши цзи, ни в Ханьшу, однако в Полном собрании исторических записок Дайвьета указано имя Ай-выонг (Ai Vương, 哀王, , кит. «Ай-ван»).